# یرو دیا
یرو دیا (انگلیسی: Yero Dia؛ زادهٔ ۵ ژانویهٔ ۱۹۸۲) بازیکن فوتبال اهل فرانسه است.